# فيتالي بالاشوف
فيتالي بالاشوف (بالأوكرانية: Балашов Віталій Юрійович) (15 يناير 1991 في أوكرانيا - ) هو لاعب كرة قدم أوكراني في مركز الهجوم. شارك مع منتخب أوكرانيا تحت 16 سنة لكرة القدم ومنتخب أوكرانيا تحت 17 سنة لكرة القدم ومنتخب أوكرانيا تحت 18 سنة لكرة القدم ومنتخب أوكرانيا تحت 21 سنة لكرة القدم. أما مع النوادي، فقد لعب مع تشورنومورتس أوديسا وفيسوا كراكوف وميلسامي أورهي وFC Isloch Minsk Raion ‏ وFC Chornomorets-2 Odesa ‏ وأولمبيك دونيتسك وهوفيرلا أوجهورود ‏.

## وصلات خارجية
- فيتالي بالاشوف على موقع اتحاد أوكرانيا (الإنجليزية)
- فيتالي بالاشوف على موقع قاعدة بيانات كرة القدم.إي يو (الإنجليزية)
- فيتالي بالاشوف على موقع Soccerway.com (الإنجليزية)
- فيتالي بالاشوف على موقع عالم كرة القدم.نت (الإنجليزية)